# Liste der denkmalgeschützten Objekte in Kindberg
Die Liste der denkmalgeschützten Objekte in Kindberg enthält die 21 denkmalgeschützten, unbeweglichen Objekte der österreichischen Stadtgemeinde Kindberg im steirischen Bezirk Bruck-Mürzzuschlag.

## Denkmäler
| Foto |                 | Denkmal                                                                               | Standort                                              | Beschreibung | Metadaten |
| ---- | --------------- | ------------------------------------------------------------------------------------- | ----------------------------------------------------- | --- | --- |
| ja   | Datei hochladen | Pfarrhof HERIS-ID: 13578 Objekt-ID: 9785                                              | Allerheiligen im Mürztal 1 Standort KG: Allerheiligen | | BDA-Hist.: Q38181443 Status: § 2a Stand der BDA-Liste: 2025-06-30 Name: Pfarrhof GstNr.: .3 Rectory Allerheiligen                                                                 |
| ja   | Datei hochladen | Kath. Pfarrkirche Allerheiligen HERIS-ID: 13575 Objekt-ID: 9782                       | Standort KG: Allerheiligen                            | Die spätgotische Hallenkirche wurde 1467 erbaut, der Chor bereits davor gegen die Mitte des 15. Jahrhunderts. | BDA-Hist.: Q18643545 Status: § 2a Stand der BDA-Liste: 2025-06-30 Name: Kath. Pfarrkirche Allerheiligen GstNr.: .7 Pfarrkirche Allerheiligen im Mürztal                           |
| ja   | Datei hochladen | Kirchhof/Friedhof ehemaliger HERIS-ID: 13576 Objekt-ID: 9783                          | Standort KG: Allerheiligen                            | Die Friedhofsmauer mit vier barocken Initienkapellen des ehemaligen Friedhofes umschließt die Pfarrkirche. | BDA-Hist.: Q38181379 Status: § 2a Stand der BDA-Liste: 2025-06-30 Name: Kirchhof/Friedhof ehemaliger GstNr.: 7 Friedhof Pfarrkirche Allerheiligen im Mürztal                      |
| ja   | Datei hochladen | Schloss Hart HERIS-ID: 13591 Objekt-ID: 9798seit 2012                                 | Hartergraben 8 Standort KG: Herzogberg                | Das Schloss Hart liegt am Eingang des Hartgrabens. Der viergeschoßige Rechtecksbau mit Mittellaube zeigt über dem Torbogen das Wappen der Idungspeuger und ist mit 1523 datiert. Den Südtrakt deckt ein auffallend hohes Walmdach. | BDA-Hist.: Q21931425 Status: Bescheid Stand der BDA-Liste: 2025-06-30 Name: Schloss Hart GstNr.: .10/1, .10/2 Schloss Hart                                                        |
| ja   | Datei hochladen | Kath. Filialkirche hl. Georg HERIS-ID: 13592 Objekt-ID: 9799                          | St.-Georgen-Weg 17 Standort KG: Herzogberg            | 1232 erstmals urkundlich erwähnt, die Kirche ist somit wesentlich älter als die St. Peter u. Paul Pfarrkirche im Ortszentrum. Der im Stil der Gotik errichtete Bau wurde im 17. Jahrhundert im Innenbereich barockisiert und wurde dabei u. a. mit einer Holzempore ausgestattet. Bis zur Mitte des 20. Jahrhunderts wurden Bittprozessionen zu ihr veranstaltet. Danach wurde die Kirche verkauft. Der Hochaltar befindet sich heute in der Karmelitinnen-Klosterkirche „Maria vom Frieden“ in Köln. Seit 1994 bemüht sich der sog. Kindberger Georgiverein um eine Sanierung und Wiederbelebung des Gotteshauses.                                        | BDA-Hist.: Q38181627 Status: Bescheid Stand der BDA-Liste: 2025-06-30 Name: Kath. Filialkirche hl. Georg GstNr.: .76 Filialkirche hl. Georg, Kindberg                             |
| ja   | Datei hochladen | Figurenbildstock hl. Johannes Nepomuk HERIS-ID: 13603 Objekt-ID: 9810                 | bei Angerweg 23 Standort KG: Kindberg                 | Im Zuge des Baus der 2013 fertiggestellten neuen Fußgängerbrücke über die Mürz wurde die Nepomuk-Statue um mehrere Meter auf die gegenüberliegende Seite des Gehweges versetzt. | BDA-Hist.: Q38182025 Status: § 2a Stand der BDA-Liste: 2025-06-30 Name: Figurenbildstock hl. Johannes Nepomuk GstNr.: 123/1 St. Nepomuk statue (Kindberg)                         |
| ja   | Datei hochladen | Gartenportal, „Schlosspforte“ HERIS-ID: 13617 Objekt-ID: 9824                         | bei Hauptstraße 32 Standort KG: Kindberg              | Die klassizistische Portalanlage stammt aus dem Ende des 18. Jahrhunderts und bildet die Einfahrt zur Schlossallee. Auf den Seiten zwei Steinfiguren, oben das Wappen der Inzaghi. | BDA-Hist.: Q38182106 Status: § 2a Stand der BDA-Liste: 2025-06-30 Name: Gartenportal, „Schlosspforte“ GstNr.: 774/2 Gartenportal Kindberg                                         |
| ja   | Datei hochladen | Rathaus/Gemeindeamt HERIS-ID: 13599 Objekt-ID: 9806                                   | Hauptstraße 44 Standort KG: Kindberg                  | Die Fassade des im Kern aus dem 18. Jahrhundert stammenden Gebäudes wurde mehrfach verändert. Die Mittelachse ist durch Söller und Dreiecksgiebel betont. | BDA-Hist.: Q38181887 Status: § 2a Stand der BDA-Liste: 2025-06-30 Name: Rathaus/Gemeindeamt, Rathaus GstNr.: .34/1 Rathaus Kindberg                                               |
| ja   | Datei hochladen | Persönlichkeitsdenkmal, Schmölzer-Brunnen HERIS-ID: 13597 Objekt-ID: 9804             | bei Hauptstraße 49 Standort KG: Kindberg              | Das Denkmal für Jakob Eduard Schmölzer zeigt ein Porträtrelief des Künstlers, das mit H. Brandstetter 1890 bezeichnet ist. | BDA-Hist.: Q38181817 Status: § 2a Stand der BDA-Liste: 2025-06-30 Name: Persönlichkeitsdenkmal, Schmölzer-Brunnen GstNr.: 774/1 Schmölzer-Brunnen (Kindberg)                      |
| ja   | Datei hochladen | Bürgerhaus HERIS-ID: 13598 Objekt-ID: 9805                                            | Hauptstraße 74 Standort KG: Kindberg                  | Das Wohnhaus stammt aus der Wende vom 16. zum 17. Jahrhundert. Eine Rundsäule stützt das überhängende Obergeschoß. | BDA-Hist.: Q38181845 Status: Bescheid Stand der BDA-Liste: 2025-06-30 Name: Bürgerhaus GstNr.: .23 Bürgerhaus Hauptstraße 74, Kindberg                                            |
| ja   | Datei hochladen | Pfarrhof HERIS-ID: 13595 Objekt-ID: 9802                                              | Kirchplatz 2 Standort KG: Kindberg                    | Der zweigeschoßige Pfarrhof stammt im Kern vermutlich aus dem 17. und 18. Jahrhundert. In den 1980er Jahren erfolgte unter Konsistorialrat Franz Platzer ein Zubau zum Pfarrhof. | BDA-Hist.: Q38181738 Status: § 2a Stand der BDA-Liste: 2025-06-30 Name: Pfarrhof GstNr.: .110/1 Pfarrhof Kindberg                                                                 |
| ja   | Datei hochladen | Kath. Pfarrkirche hll. Peter und Paul HERIS-ID: 13593 Objekt-ID: 9800                 | Kirchplatz 4 Standort KG: Kindberg                    | Die Pfarrkirche steht südlich außerhalb der Ortsmitte. Unter Einbeziehung älterer Mauern wurde sie 1773–1774 durch Martin Rottmayr im Barockstil umgebaut. Der fünfgeschoßige Turm ist in die Nordwestecke des Langhauses eingebaut. Die einheitlich klassizistische Inneneinrichtung stammt aus der Zeit um 1780. Unter Konsistorialrat Franz Platzer kam es in den 1990er Jahren zu einer Außenrenovierung der Pfarrkirche mit Neugestaltung des Kirchhofes. Außerdem wurde ein neuer Volksaltar gebaut, sowie eine Sitzheizung in die Kirchenbänke eingebaut, woraufhin auch eine neue Lautsprecheranlage und eine neue Orgel folgten (2006).           | BDA-Hist.: Q38181671 Status: § 2a Stand der BDA-Liste: 2025-06-30 Name: Kath. Pfarrkirche hll. Peter und Paul GstNr.: .112 Pfarrkirche hll. Peter und Paul, Kindberg              |
| ja   | Datei hochladen | Wehrmauer, Kirchhof/Friedhof ehemaliger HERIS-ID: 13594 Objekt-ID: 9801               | Kirchplatz 4 Standort KG: Kindberg                    | Reste einer mittelalterlichen Wehrmauer umgeben die Pfarrkirche. | BDA-Hist.: Q38181689 Status: § 2a Stand der BDA-Liste: 2025-06-30 Name: Wehrmauer, Kirchhof/Friedhof ehemaliger GstNr.: .112 Pfarrkirche hll. Peter und Paul, Kindberg - Kirchhof |
| ja   | Datei hochladen | Schloss Oberkindberg HERIS-ID: 13618 Objekt-ID: 9825                                  | Schlossallee 9 Standort KG: Kindberg                  | Das Schloss Oberkindberg steht auf einer Terrasse oberhalb der Stadt. Der nach Norden offene Dreiflügelbau entstand ursprünglich vor 1680 und wurde 1773–1774 wahrscheinlich von Martin Rottmayr umgestaltet. | BDA-Hist.: Q21864658 Status: Bescheid Stand der BDA-Liste: 2025-06-30 Name: Schloss Oberkindberg GstNr.: .11/1                                                                    |
| ja   | Datei hochladen | Burg-/Schlosskapelle hl. Anna HERIS-ID: 13619 Objekt-ID: 9826                         | Schlossallee 9 Standort KG: Kindberg                  | | BDA-Hist.: Q38182136 Status: Bescheid Stand der BDA-Liste: 2025-06-30 Name: Burg-/Schlosskapelle hl. Anna GstNr.: .11/1                                                           |
| ja   | Datei hochladen | Kalvarienberganlage Kindbergdörfl HERIS-ID: 111841 Objekt-ID: 129855seit 2012         | Kalvarienberg 13 Standort KG: Kindbergdörfl           | Eine der schönsten derartigen Anlagen in Österreich. 1674 von Abindio, Graf Inzaghi, Freiherr von Oberkindberg gestiftet. 1686 konnte das Bauwerk eingeweiht werden. Kirche, Kapellen und Figurengruppen zeichnen sich durch eine hohe bauliche und künstlerische Qualität aus. | BDA-Hist.: Q37827089 Status: Bescheid Stand der BDA-Liste: 2025-06-30 Name: Kalvarienberganlage Kindbergdörfl GstNr.: .37, 365/10, .36 Calvary Kindbergdörfl                      |
| ja   | Datei hochladen | Ehem. Gewerkenschloss mit Nebengebäuden und Kraftwerk HERIS-ID: 13624 Objekt-ID: 9831 | Friedauweg 5 Standort KG: Kindthal                    | Der zweigeschoßige Vierflügelbau aus dem 3. Viertel des 18. Jahrhunderts in der Art des Martin Rottmayr hat ein genutetes Erdgeschoß, schmiedeeiserne Fensterkörbe und ein Obergeschoß mit geraden Verdachungen und Stuckfeldern. Das Portal befindet sich an der Westfassade im leicht vortretenden, einachsigen und giebelbekrönten Mittelrisalit, in seiner Verlängerung ein Dachreiter. Im Osttrakt befindet sich eine ovale, erkerartig vortretende Kapelle, deren Altarblatt die Taufe Christi zeigt und mit Phi. Carl Laubmann pinxit 1775 bezeichnet ist. Neben dem Gewerkenschloss befinden sich zwei Stallgebäude, eines davon mit 1747 datiert. | BDA-Hist.: Q38182321 Status: Bescheid Stand der BDA-Liste: 2025-06-30 Name: Ehem. Gewerkenschloss mit Nebengebäuden und Kraftwerk GstNr.: .1/2, .1/1, 595/1                       |
| ja   | Datei hochladen | Flur-/Wegkapelle HERIS-ID: 13625 Objekt-ID: 9832                                      | Standort KG: Kindthal                                 | | BDA-Hist.: Q38182333 Status: § 2a Stand der BDA-Liste: 2025-06-30 Name: Flur-/Wegkapelle GstNr.: .70                                                                              |
| ja   | Datei hochladen | Möstlmühle HERIS-ID: 13631 Objekt-ID: 9838                                            | bei Möstlinggraben 12 Standort KG: Kindthalgraben     | | BDA-Hist.: Q38182474 Status: Bescheid Stand der BDA-Liste: 2025-06-30 Name: Möstlmühle GstNr.: 9/1                                                                                |
| ja   | Datei hochladen | Kath. Filialkirche hl. Johannes der Täufer HERIS-ID: 13673 Objekt-ID: 9881            | Kirchengasse 27 Standort KG: Mürzhofen                | 1232 urkundlich genannt. Mächtiger Westturm. Langhaus im Kern romanisch. Gotisches Kirchengebäude mit Achsknick. Altarbild Taufe Christi von Joseph Adam Ritter von Mölk (1775). | BDA-Hist.: Q19279610 Status: § 2a Stand der BDA-Liste: 2025-06-30 Name: Kath. Filialkirche hl. Johannes der Täufer GstNr.: .1 Filialkirche Hl. Johannes der Täufer, Mürzhofen     |
| ja   | Datei hochladen | Friedhof christlich HERIS-ID: 13674 Objekt-ID: 9882                                   | bei Kirchengasse 27 Standort KG: Mürzhofen            | | BDA-Hist.: Q38183595 Status: § 2a Stand der BDA-Liste: 2025-06-30 Name: Friedhof christlich GstNr.: 19                                                                            |